# Метт Герр
Метт Герр (англ. Matt Herr, нар. 26 травня 1976, Хакенсак, Нью-Джерсі) — американський хокеїст, що грав на позиції центрального нападника. Грав за збірну команду США.

## Ігрова кар'єра
Професійну хокейну кар'єру розпочав 1998 року.
1994 року був обраний на драфті НХЛ під 93-м загальним номером командою «Вашингтон Кепіталс». 
Протягом професійної клубної ігрової кар'єри, що тривала 8 років, захищав кольори команд «Вашингтон Кепіталс», «Флорида Пантерс» та «Бостон Брюїнс».
Виступав за збірну США.